# 1939년 신탁증서법
1939년 신탁증서법(영어: Trust Indenture Act of 1939, TIA)은 15 U.S.C. §§ 77aaa–77bbbb에 성문화되어 있으며, 미국에서의 채무 유가증권 유통의 경우 1933년 증권법을 보완한다. 일반적으로 TIA는 유가증권 소유자의 이익을 위해 적절하게 독립적이고 자격을 갖춘 수탁자를 임명하도록 요구하며, 발행인과 수탁자가 체결해야 하는 신탁 신탁증서에 대한 다양한 실체적 조항을 명시한다. TIA는 미국 증권거래위원회(SEC)에서 관리하며, SEC는 이 법에 따라 다양한 규정을 제정했다.

## 역사
1934년 증권거래법 제211조는 SEC가 다양한 연구를 수행하도록 의무화했다. 당시 사용되던 채무 유가증권 발행을 위한 수탁자 시스템을 명시적으로 연구하도록 요구되지는 않았지만, 나중에 SEC 위원장을 역임하게 될 윌리엄 O. 더글러스는 1934년 11월까지 이 시스템에 입법 개혁이 필요하다고 확신했다. 1936년 6월, 더글러스가 이끄는 보호위원회 연구팀은 '신탁증서에 따른 수탁자' 보고서를 발표했다. 이 보고서는 다음과 같이 권고했다.
1. 신탁증서의 수탁자는 그들의 수탁 의무와 양립할 수 없는 이해 상충을 가지고 있거나 취득하는 경우 자격을 박탈해야 한다.
2. 그들은 그들의 의무에 관하여 활동적인 수탁자로 전환되어야 한다.
3. 1934년 증권거래법과는 별개의 입법이 이 문제를 규율하는 데 더 적절할 것이다.

신탁증서법은 이후 1939년 8월에 통과되어 법률로 서명되었다. 이 법의 입법 연혁은 의회가 당시 신탁증서에 만연했던 결함을 해결하고자 했음을 보여준다.
- 채무자의 이행에 대한 증거를 요구하지 않는 신탁증서의 실패,
- 공개 및 보고 요구 사항의 부족, 그리고
- 집단 채권자 행동에 대한 상당한 장애의 존재.

## 체계

### 규제
특정 예외를 제외하고, 유가증권이 신탁증서에 따라 발행되고 본 법에 따라 자격을 갖추지 않는 한, 어떠한 개인도 주간 상거래에서 약속어음, 채권 또는 사채를 판매하는 것은 불법이다. 이러한 신탁증서에 따라 임명된 수탁자는 다음과 같은 특정 의무를 갖는다.
- § 314(d)는 해제되는 담보의 공정 가치에 대한 증명서와 의견을 요구하지만, 특정 상황에서 SEC로부터 "불조치 서한"의 형태로 구제를 받을 수 있다.
- § 313(b)는 담보 해제와 관련하여 소유자에게 특정 보고서를 요구한다.

신탁증서가 주식 담보에 의해 담보될 경우, 재무 보고 요건과 관련하여 복잡성이 발생할 수 있으며, 이 경우 규정 S-X의 규칙 3-16이 적용될 수 있다. 많은 발행인들은 "담보 축소" 조항을 신탁증서에 삽입하여 영향을 완화하려고 시도하지만, SEC는 그러한 축소가 담보 해제에 해당하지 않는다는 개념을 지지하지 않았다.

### 손상에 대한 법적 금지
§ 316(b)는 "어떠한 신탁증서 유가증권 소유자도 해당 신탁증서에 명시된 각 만기일 또는 그 이후에 해당 신탁증권의 원금 및 이자를 수령하거나, 해당 각 만기일 또는 그 이후에 그러한 지급의 강제 집행을 위해 소송을 제기할 권리는 해당 소유자의 동의 없이는 손상되거나 영향을 받지 않는다..."라고 규정한다. 이 금지는 몇 가지 예외를 제외한다.
- § 316(a)(2)에 따른 이자 지급의 일시적 연기
- 신탁증서는 채권 소유자가 해당 소송이 관련 법률에 따라 채권을 담보하는 담보권에 부정적인 영향을 미칠 경우 소송을 제기할 권리를 제한하거나 부인하는 조항을 포함할 수 있다.
- 파산법의 챕터 11에 따른 신청

이 조항은 1992년 이전에 거의 소송이 없었다. 최근의 판례 (특히 뉴욕 남부지방 법원에서)는 이 조항의 범위를 확장하여, 이 법이 "어떤 상황에서는 지급을 받을 수 있는 능력뿐만 아니라 형식적 권리까지도 보호한다"고 판결했으며, 손상에는 회사의 자산 유출 및 모든 기업 보증의 제거가 포함된다고 판결했다. 이는 더 많은 부실 발행인이 구조조정 노력을 추구하기 위해 챕터 11에 의존하게 만들 수 있지만, 다른 발행인은 연방 자금 지원 등에 의존하기 때문에 그러한 구제 신청이 금지될 수 있으며—따라서 채권 부채의 상환 조건을 완전히 변경할 수 없을 수도 있다.

## 같이 보기
- 미국의 증권 규제
- 상품선물거래위원회
- 증권위원회
- 시카고 증권거래소
- 금융 규제
- 국가별 금융 규제 기관 목록
- 나스닥
- 뉴욕 증권거래소
- 증권거래소
- 규정 D (SEC)

### 관련 법률
- 1933 – 1933년 증권법
- 1934 – 1934년 증권거래법
- 1938 – 임시 국가 경제 위원회 (설립)
- 1939 – 1939년 신탁증서법
- 1940 – 1940년 투자자문법
- 1940 – 1940년 투자회사법
- 1968 – 윌리엄스법 (증권 공개법)
- 1975 – 1975년 증권법 개정안
- 1982 – 가른-세인트 저메인 예금 기관법
- 1999 – 그램-리치-블라일리 법
- 2000 – 2000년 상품선물현대화법
- 2002 – 사베인스 옥슬리법
- 2006 – 2006년 신용 평가 기관 개혁법
- 2010 – 도드-프랭크 월스트리트 개혁 및 소비자 보호법

## 추가 자료
- Huff, Carol Anne (February 2011). “Securities Law and Practical Implications of Issuing Secured Bonds” (PDF). Chicago: Kirkland & Ellis LLP.
- Seider, Mitchell A.; Simon, Keith A.; Hammerman, David A.; Reilly, Annemarie V. (2015년 1월 22일). “A New Tool for Holdout Bondholders: The Trust Indenture Act”. New York: Latham & Watkins.
- Shuster, George W. Jr. (2006). “The Trust Indenture Act and International Debt Restructurings” (PDF). 《ABI Law Review》 14: 431–467.
- Bagby, Ingrid M.; Maman, Michele C.; Gwen, Daniel P. (2015). “Trust Indenture Act of 1939: A Sleeping Statute Comes Back to Life” (PDF). 《BNA's Bankruptcy Law Reporter》 (Bloomberg) 27: 706. ISSN 1044-7474.